# Russula albonigra
Russula albonigra é um fungo que pertence ao gênero de cogumelos Russula na ordem Russulales. A espécie foi descrita cientificamente pelo micologista Julius Vincenz von Krombholz em 1838.